# Finlandia en los Juegos Olímpicos de Los Ángeles 1984
Finlandia estuvo representada en los Juegos Olímpicos de Los Ángeles 1984 por un total de 86 deportistas que compitieron en 15 deportes.  
El portador de la bandera en la ceremonia de apertura fue el regatista Esko Rechardt.

## Medallistas
El equipo olímpico finlandés obtuvo las siguientes medallas:
| Nombre           | Deporte            | Competición                    |
| ---------------- | ------------------ | ------------------------------ |
| Oro              |                    |                                |
| Juha Tiainen     | Atletismo          | Martillo M                     |
| Arto Härkönen    | Atletismo          | Jabalina M                     |
| Jouko Salomäki   | Lucha grecorromana | 74 kg M                        |
| Pertti Karppinen | Remo               | Scull ind. (M1x) M             |
| Plata            |                    |                                |
| Tiina Lillak     | Atletismo          | Jabalina F                     |
| Tapio Sipilä     | Lucha grecorromana | 68 kg M                        |
| Bronce           |                    |                                |
| Arto Bryggare    | Atletismo          | 110 m vallas M                 |
| Joni Nyman       | Boxeo              | Wélter (67 kg) M               |
| Jouni Grönman    | Halterofilia       | 67,5 kg M                      |
| Pekka Niemi      | Halterofilia       | 100 kg M                       |
| Jukka Rauhala    | Lucha libre        | 68 kg M                        |
| Rauno Bies       | Tiro               | Pistola rápida de fuego 25 m M |